# San Vendemiano
San Vendemiano é uma comuna italiana da região do Vêneto, província de Treviso, com cerca de 8.776 habitantes. Estende-se por uma área de 18 km², tendo uma densidade populacional de 488 hab/km². Faz fronteira com Codognè, Conegliano, Mareno di Piave, San Fior.

## Demografia
| Variação demográfica do município entre 1861 e 2011                               |
|                                                                                   |
| Fonte: Istituto Nazionale di Statistica (ISTAT) - Elaboração gráfica da Wikipedia |